# 気谷ゆみか
気谷 ゆみか（きや ゆみか、本名同じ、1988年4月27日 - ）は、東京都出身の元女優、元タレント。
ボックスコーポレーションに所属していた。日本女子大学家政学部被服学科卒業。

## 来歴・人物
2007年、SNSサイト「Gocco」主催のアイドルオーディションでグランプリを獲得し、ボックスコーポレーションに所属。2009年4月から1年間、バラエティ番組『キャンパスナイトフジ』にレギュラー出演し人気を集める。その後はバラエティ・ドラマ・舞台と幅広く活動していた。
- 趣味 - ダンス・ジョギング・匂いを嗅ぐ事。
- 特技 - 体が柔らかい事。
- 自慢出来る所 - 脚線美。
- 妹と弟がいる[3]。

2017年1月にオフィシャルブログを更新し、芸能界を引退し、現在はセラピストとして働いていることを公表した。
2024年、「一色優美加」の名前で女性起業家とのしてSNSアカウントを設立。SNSを更新して女性のメンター的なコンテンツを発信しているが、具体的に何をしているのかは教えていない。

## 出演

### テレビ番組
- キャンパスナイトフジ（フジテレビ、2009年4月 - 2010年3月）キャンパスナイターズ
- ジャガイモン（テレ朝チャンネル）「いとうゼミ」に出演。
- アイドリング!!!（フジテレビワンツーネクスト、2009年12月・2010年3月）パイ投げ対決「あっち向いてパイ」に出演（2009年12月の回では、相手は同じ事務所の遠藤舞で、ボックス対決となった）
- BOX TV（エンタ!371・PigooHD、2010年9月 - ）※気谷出演回は#1（2010年9月）、#2（10月）、#3（11月）、#6（2011年2月）、#7（3月）、#9（7月）
- 負けたら打ち切り!番組対抗No.1決定戦（2011年1月1日、エンタ!371・Pigoo HD）※MC
- 今夜はアリエナイト（フジテレビ、2013年2月12日）※キャンパスナイターズとして

### テレビドラマ
- 正しい王子のつくり方（2008年1月 - 3月、テレビ東京）
- アテンションプリーズSP 〜オーストラリア・シドニー編〜（2008年4月3日、フジテレビ）
- 恋のから騒ぎドラマスペシャル5　金星から来た女（2008年10月10日、日本テレビ）
- Real Clothes 第8話（2009年12月1日、関西テレビ）
- 熱いぞ!猫ヶ谷!!（2010年10月 - メ〜テレ）
- 金曜プレステージ 東野圭吾3週連続スペシャル・ブルータスの心臓（2011年6月17日、フジテレビ）
- 終戦記念ドラマスペシャル・この世界の片隅に（2011年8月5日、日本テレビ）
- 土曜ワイド劇場 人類学者・岬久美子の殺人鑑定2（2011年8月6日、テレビ朝日）
- DOCTORS〜最強の名医〜 第3話（2011年11月10日、テレビ朝日）
- 遺留捜査 第2話（2013年4月24日、テレビ朝日）

### 映画
- 1＋1＝11（2012年6月23日公開）[6]
- クジラのいた夏（2014年5月3日公開）[7]

### ラジオ番組
- DJ Tomoaki's Radio Show!（下北FM、2010年3月18日※キャンパスナイターズとして他3人と共演、3月25日※アシスタントMCとして出演、5月13日※アシスタントMCとして出演、5月27日・9月9日※シークレットゲストとして出演）

### コマーシャル
- 麒麟麦酒（キリンビール）-麒麟ZERO〜キリン・ゼロ〜
- ハウス食品 - ウコンの力
- ミスタードーナツ - エンゼルテディパン

### ネットドラマ
- 美人坂（2010年7月16日、JNC） - ゲスト出演

### PV
- 大島麻衣『メンドクサイ愛情』 - バックダンサーとして出演

### 舞台
- GO-SUNS企画公演「ピストル」（2010年11月2日 - 7日、銀座みゆき館劇場）
- 光の庭（2011年3月29日 - 4月3日、赤坂レッドシアター）
- SPECIAL BOX Vol.2「悲しき天使」（2012年2月2日 - 5日、シアターグリーンBIG TREE THEATER）
- 天才劇団バカバッカ vol.8「ファミリー・ウォーズ」（2012年8月1日 - 5日、中野 ザ・ポケット）[8]
- ブルーカバーアクターズ公演Vol.5「アイスクリームマン」（2012年9月25日 - 30日、TACCS1179）
- 音楽劇「ウレシバモリ」（2013年5月17日 - 26日、ザムザ阿佐ヶ谷）
- 劇団BRATS第5回公演「西遊記ゑん蔵」（2014年1月15日 - 19日、中野ザ・ポケット）

## DVD
1. nOzO（2010年9月17日、竹書房）
2. 気谷的気分（2011年3月25日、イーネット・フロンティア）

## 写真集
- キャンパスナイトフジ しこたま卒業アルバム（2010年3月19日、講談社） ISBN 978-4-06-379441-0

## CD
- エロくないのにエロく聴こえる歌 〜しこたまがんばれ!〜（2010年3月17日、ポニーキャニオン） - キャンパスナイターズ